# Avigliana
Avigliana és un municipi de la ciutat metropolitana de Torí, a la regió italiana del Piemont. Amb uns 12.000 habitants, està situat a uns 25 km a l'oest de Torí, a la vall de Susa, a la carretera que va des de Torí a Fréjus (França).
És coneguda pels dos llacs, el Lago Grande i el Lago Piccolo i per l'església de San Giovanni, amb diverses pintures de Defendente Ferrari. És a prop del gran Sacra di San Michele.